# Pinanga veitchii
Pinanga veitchii är en enhjärtbladig växtart som beskrevs av Hermann Wendland och Harry James Veitch. Pinanga veitchii ingår i släktet Pinanga och familjen Arecaceae. Inga underarter finns listade i Catalogue of Life.